# 川村修就

新潟県新潟市中央区西入船町西海岸公園にある川村修就の像

川村 修就（かわむら ながたか、寛政7年11月13日（1795年12月23日） - 明治11年（1878年）4月8日）は、江戸時代の武士。砲術家。川村修富の子。幼名は釜五郎。通称は庄五郎・清兵衛。号は精斎・閑斎。官位は対馬守・壱岐守・但馬守。子に川村帰元。洋画家・川村清雄は孫である。同僚の御庭番明楽茂正は義理の兄弟にあたる。

## 経歴
文化13年（1816年）、22歳で小十人格御庭番となる。文政12年（1829年）、両番格御庭番、天保4年（1833年）賄頭になり、天保10年（1839年）御裏御門切手番に昇進。天保14年（1843年）、長岡藩の領地であった新潟港が収公され天領となると、その初代新潟奉行として任命された。新潟では砲術の知識を生かし、大砲を鋳造し対外防衛を推し進めた。また、新潟の風俗を絵画や随想などで後世に残している。以降、嘉永5年（1852年）まで奉行の役目をつとめた。その後は堺奉行、大坂町奉行と転進し、安政2年（1855年）、長崎奉行に就任。その後、小普請奉行や西丸留守居などを務めた後、元治元年（1864年）に高齢のため寄合となる。慶応3年（1867年）次男の帰元に家督を譲り、閑斎と号した。明治維新以降も東京にとどまって余生を送り、明治11年（1878年）に84歳で没した。墓所は新宿区正受院。大正13年（1924年）、正五位を追贈された。
後年、川村家の子孫は、家に残った史料を、江戸時代のものは新潟市歴史博物館に、明治以降は江戸東京博物館にそれぞれ寄贈しており、新潟市歴史博物館には、修就の肖像画や、修就が300両で明珍に作らせたという腹巻など、ゆかりの品々が所蔵されている。
修就は当時の老中・水野忠邦の後ろ盾を得ており、そのため出世も順調であったという。姉の唯が御庭番の名家であった明楽家に嫁いでおり、当時勝手方、勘定奉行も歴任するなど相当の地位を確保していた同じく御庭番出身の明楽茂村が、忠邦に修就を推薦したとも言われる。

## 新潟上知

川村修就の像（側面）

1598年（慶長3年）より長岡藩領であった新潟港では、唐物が安価で売られており、薩摩からの密貿易によって運ばれてきたのではないかという風聞が流れていた。修就は真偽を確かめるべく、飴屋に扮して新潟に潜入し情報収集を行ったと言われる。明治維新後、孫にあたる川村清雄が証言している他、小松重男も『新潟市史』に収録されている文書『北越秘説』『北越秘説付言』から、御庭番を指揮して捜査させたか、自ら新潟に赴いて調査したと推定している。
1843年（天保14年）6月17日、川村修就は江戸城で新潟奉行の辞令を受け、新潟に北海防衛の拠点づくりを進めるよう指示された。幕府の意図としては、日本海近海に出没し始めた異国船に対する防衛拠点を新潟に構築することだった。
川村修就の就任150周年を記念して、修就の砂防植栽の功績をたたえ、1993年（平成5年）12月、新潟市西海岸公園に 銅像が建てられた。製作は新潟市出身の彫刻家、高橋洋氏。